# 英國王室長壽成員列表

英國皇家徽章

自1707年聯合法令通過並成立大不列顛王國以來，共有27位英國王室成員活到超過80歲的高齡，當中包括2名百歲人瑞，另外也有8位王室成員達90歲以上。在達80歲高齡的英國王室成員當中有20名女性、7名男性；其中11人為透過婚姻成為王室成員，17人生而為英國王室成員，國王喬治三世四女瑪麗公主為27人中唯一一位同時因血緣和婚姻成為王室成員的人。另外，有4人因身為第一次世界大戰時大英帝國敵對方的子女或配偶，而按1917年頭銜剝奪法案被褫奪王室爵位及頭銜。
已故英國王室成員中最長壽者為壽命達102歲309天的愛麗斯王妃，她在2003年超越壽命為101歲238天的英女王伊麗莎白二世之母伊莉莎白王太后成為英國王室最長壽者。愛麗絲公主作為維多利亞女王與阿爾伯特親王最後一名逝世的孫女，則是生而為王室成員者中壽命最長的人。男性年齡最長壽者為伊莉莎白二世的王夫菲利普親王，享壽99歲，他同時是歷代王室成員中第三長壽者，也是目前君主配偶在位最長者。英國女王伊莉莎白二世則為第五長壽的王室成員、大不列顛史上最長壽的君主，自2015年9月起也是執政時間最長的英國君主。

## 按壽命排序的英國王室成員列表（80周歲以上）
| 尚在世者以綠色標示 |

| 排名 | 英國王室成員名称                                  | 肖像                                       | 成為王室成員方式                                       | 壽命                           | 壽命                  | 參考                        |
| 排名 | 英國王室成員名称                                  | 肖像                                       | 成為王室成員方式                                       | 出生及死亡日期                 | 天數                  | 參考                        |
| ---- | ------------------------------------------------- | ------------------------------------------ | ------------------------------------------------------ | ------------------------------ | --------------------- | --------------------------- |
| 1    | 格洛斯特公爵夫人 愛麗斯王妃                       | Princess Alice, Duchess of Gloucester      | 婚姻 （夫為格洛斯特公爵亨利王子）                      | 1901年12月25日－2004年10月29日 | 37,564 （102岁309天） | [ 13 ]                      |
| 2    | 伊莉莎白王后 王母太后                             | 伊莉莎白王后                               | 婚姻 （夫為喬治六世）                                  | 1900年8月4日－2002年3月30日    | 37,128 （101岁238天） | [ 14 ]                      |
| 3    | 愛丁堡公爵 菲利普親王                             | 菲利普親王                                 | 婚姻 （妻為伊麗莎白二世）                              | 1921年6月10日－2021年4月9日    | 36,463 （99岁303天）  | [ 9 ] [ 10 ]                |
| 4    | 阿斯隆伯爵夫人 愛麗絲公主                         | 愛麗絲公主                                 | 血緣 （父為奧爾巴尼公爵利奧波德王子）                  | 1883年2月25日－1981年1月3日    | 35,741 （97岁313天）  | [ 7 ] [ 15 ]                |
| 5    | 英女王伊莉莎白二世                                | 伊莉莎白二世                               | 血緣 （父為喬治六世）                                  | 1926年4月21日－2022年9月8日    | 35,204 （96岁140天）  | [ 16 ] [ 17 ]               |
| 6    | 梅克倫堡-施特雷利茨大公夫人 奧古斯塔郡主          | 劍橋奧古斯塔郡主                           | 血緣 （父為劍橋公爵阿道弗斯親王）                      | 1822年7月19日－1916年12月5日   | 34,472 （94岁139天）  | [ 18 ] [ 19 ] [ 20 ]        |
| 7    | 康諾特和斯特拉森公爵 阿瑟親王                     | 阿瑟親王                                   | 血緣 （母為維多利亞女王）                              | 1850年5月1日－1942年1月16日    | 33,497 （91岁260天）  | [ 21 ] [ 22 ]               |
| 8    | 阿蓋爾公爵夫人 路易絲公主                         | Princess Louise                            | 血緣 （母為維多利亞女王）                              | 1848年3月18日－1939年12月3日   | 33,496 （91岁260天）  | [ 23 ] [ 24 ]               |
| 9    | 劍橋公爵夫人 奧古斯塔郡主                         | 黑森-卡塞爾奧古斯塔郡主                    | 婚姻 （夫為劍橋公爵阿道弗斯親王）                      | 1797年7月25日－1889年4月6日    | 33,492 （91岁255天）  | [ 25 ] [ 26 ]               |
| 10   | 漢諾威的 格奧爾格·威廉王子[a]                     | —                                          | 血緣 （父為不伦瑞克公爵恩斯特·奧古斯特）               | 1915年3月25日－2006年1月8日    | 33,162 （90岁289天）  | [ 27 ] [ 28 ]               |
| 11   | 肯特公爵夫人 凱瑟琳                               | Katharine, Duchess of Kent                 | 婚姻 （夫為肯特公爵愛德華王子）                        | 1933年2月22日－                | 33,632 （92岁29天）   | [ 29 ] [ 30 ]               |
| 12   | 漢諾威王后 瑪麗                                   | Marie, Queen of Hanover                    | 婚姻 （夫為汉诺威国王格奧爾格五世）                    | 1818年4月14日－1907年1月9日    | 32,411 （88岁270天）  | [ 31 ] [ 32 ]               |
| 13   | 普魯士的 維多利亞·路易絲公主[a]                   | 維多利亞·路易絲公主                        | 婚姻 （夫為不伦瑞克公爵恩斯特·奧古斯特）               | 1892年9月13日－1980年12月11日  | 32,230 （88岁89天）   | [ 33 ] [ 34 ] [ 35 ] [ 36 ] |
| 14   | 肯特公爵 愛德華王子                               | 愛德華親王                                 | 血緣 （父為肯特公爵喬治王子）                          | 1935年10月9日－                | 32,673 （89岁165天）  | [ 37 ] [ 38 ]               |
| 15   | 康諾的 帕特麗西婭公主                             | 帕特麗西婭公主                             | 血緣 （父為康諾特和斯特拉森公爵 阿瑟親王）             | 1886年3月17日－1974年1月12日   | 32,077 （87岁301天）  | [ 39 ] [ 40 ]               |
| 16   | 巴騰堡的亨利王子妃 貝翠絲公主                     | Princess Beatrice                          | 血緣 （母為維多利亞女王）                              | 1857年4月14日－1944年10月26日  | 31,971 （87岁195天）  | [ 41 ] [ 42 ]               |
| 17   | 奧格威爵士夫人 雅麗珊郡主                         | 雅麗珊郡主                                 | 血緣 （父為肯特公爵喬治親王）                          | 1936年12月25日－               | 32,230 （88岁88天）   | [ 43 ] [ 44 ]               |
| 18   | 特克的瑪麗                                        | 特克的瑪麗                                 | 婚姻 （夫為喬治五世）                                  | 1867年5月26日－1953年3月24日   | 31,348 （85岁302天）  | [ 45 ] [ 46 ] [ 47 ]        |
| 19   | 劍橋公爵 喬治王子                                 | 喬治親王                                   | 血緣 （父為劍橋公爵阿道弗斯王子）                      | 1819年3月26日－1904年3月17日   | 31,037 （84岁357天）  | [ 48 ] [ 49 ]               |
| 20   | 薩克森-科堡-哥達公爵夫人 維多利亞·阿德萊德郡主[a] | 維多利亞·阿德萊德郡主                      | 婚姻 （夫為薩克森-科堡-哥達公爵 卡爾·愛德華王子[a]）   | 1885年12月31日－1970年10月3日  | 30,956 （84岁276天）  | [ 50 ] [ 51 ]               |
| 21   | 加列拉公爵夫人 貝阿特麗絲公主                     | 貝阿特麗絲公主                             | 血緣 （父為薩克森-科堡-哥達公爵 阿爾弗雷德親王）       | 1884年4月20日－1966年7月13日   | 30,033 （82岁84天）   | [ 52 ] [ 53 ]               |
| 22   | 英女王維多利亞                                    | 維多利亞女王                               | 血緣 （父為肯特公爵愛德華王子）                        | 1819年5月24日－1901年1月22日   | 29,828 （81岁243天）  | [ 54 ] [ 55 ] [ 56 ]        |
| 23   | 英王喬治三世                                      | 喬治三世                                   | 血緣 （父為威爾斯親王腓特烈王子）                      | 1738年6月4日－1820年1月29日    | 29,823 （81岁239天）  | [ 57 ] [ 58 ]               |
| 24   | 肯特的 麥可王子                                   | 麥可王子                                   | 血緣 （父為肯特公爵喬治王子）                          | 1942年7月4日－                 | 30,213 （82岁262天）  | [ 59 ]                      |
| 25   | 格洛斯特和愛丁堡公爵夫人 瑪麗公主                 | 瑪麗公主                                   | 婚姻與血緣 （父為喬治三世；夫為 格洛斯特公爵威廉親王） | 1776年4月25日－1857年4月30日   | 29,589 （81岁5天）    | [ 60 ] [ 61 ] [ 62 ]        |
| 26   | 丹麥的亞歷山德拉                                  | 丹麥的亞歷山德拉                           | 婚姻 （夫為愛德華七世）                                | 1844年12月1日－1925年11月20日  | 29,573 （80岁354天）  | [ 63 ] [ 64 ] [ 65 ] [ 66 ] |
| 27   | 梅克倫堡-施威林大公夫人 亞歷山德拉公主            | 亞歷山德拉公主                             | 血緣 （父為汉诺威王储恩斯特·奥古斯特）                 | 1882年9月29日－1963年8月30日   | 29,554 （80岁335天）  | [ 67 ] [ 68 ]               |
| 28   | 漢諾威國王恩斯特·奧古斯特一世[a]                  | Prince Ernest Augustus, Duke of Cumberland | 血緣 （父為喬治三世）                                  | 1771年6月5日－1851年11月18日   | 29,385 （80岁166天）  | [ 69 ] [ 70 ]               |

^  a. 因1917年頭銜剝奪法案而被褫奪王室爵位及頭銜。

## 英國王室成員最長壽紀錄年表
| 輪次 | 英國王室成員                             | 肖像                                  | 壽命                           | 壽命                  | 紀錄持有時間   | 參考          |
| 輪次 | 英國王室成員                             | 肖像                                  | 出生及死亡日期                 | 天數                  | 紀錄持有時間   | 參考          |
| ---- | ---------------------------------------- | ------------------------------------- | ------------------------------ | --------------------- | -------------- | ------------- |
| 1    | 英王喬治二世                             | 喬治二世                              | 1683年11月9日－1760年10月25日  | 28,109 （76岁351天）  | ？－1815年     | [ 71 ]        |
| 2    | 英王喬治三世                             | 喬治三世                              | 1738年6月4日－1820年1月29日    | 29,823 （81岁239天）  | 1815年－1879年 | [ 57 ] [ 58 ] |
| 3    | 劍橋公爵夫人 奧古斯塔郡主                | 黑森-卡塞爾奧古斯塔郡主               | 1797年7月25日－1889年4月6日    | 33,492 （91岁255天）  | 1879年－1914年 | [ 25 ] [ 26 ] |
| 4    | 梅克倫堡-施特雷利茨大公夫人 奧古斯塔郡主 | 劍橋奧古斯塔郡主                      | 1822年7月19日－1916年12月5日   | 34,472 （94岁139天）  | 1914年－1977年 | [ 18 ] [ 19 ] |
| 5    | 阿斯隆伯爵夫人 愛麗絲公主                | 愛麗絲公主                            | 1883年2月25日－1981年1月3日    | 35,741 （97岁313天）  | 1977年－1998年 | [ 7 ] [ 15 ]  |
| 6    | 伊莉莎伯王后 王母太后                    | 伊莉莎伯王后                          | 1900年8月4日－2002年3月30日    | 37,128 （101岁238天） | 1998年－2003年 | [ 14 ]        |
| 7    | 格洛斯特公爵夫人 愛麗斯王妃              | Princess Alice, Duchess of Gloucester | 1901年12月25日－2004年10月29日 | 37,564 （102岁309天） | 2003年－       | [ 13 ]        |